# Montecchio (Peccioli)
Montecchio is een plaats (frazione) in de Italiaanse gemeente Peccioli.
Montecchio ligt op een heuvel, 162 meter boven zeespiegel en heeft ca 160 inwoners.
Het dorp wordt reeds in de 12e eeuw genoemd en viel toen onder de invloed van Pisa. In 1406 kwam Montecchio onder Florentijnse overheersing.
De parochiekerk is gewijd aan St. Lucia. Sommige huizen dateren deels nog uit de middeleeuwen.

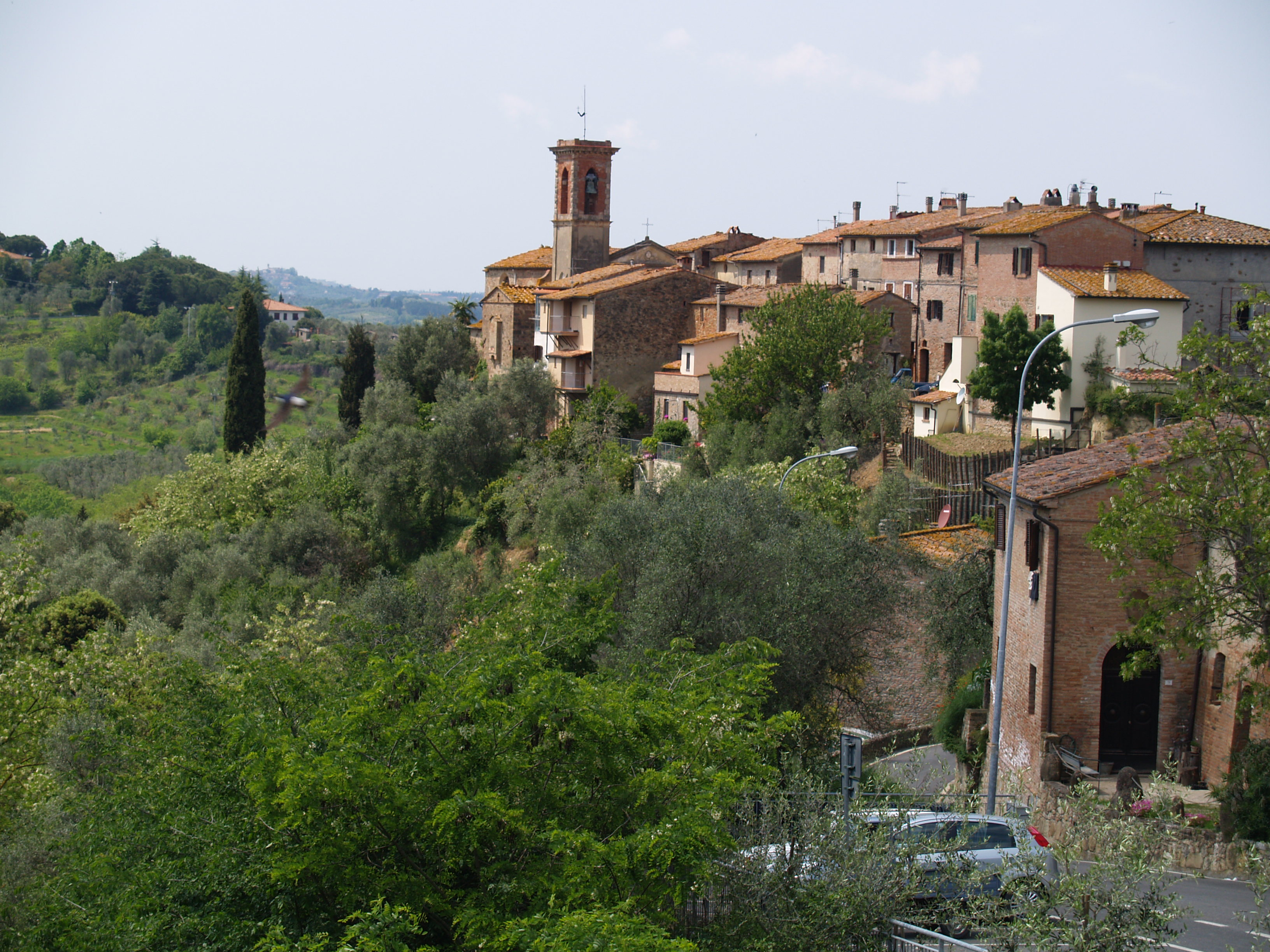
Uitzicht op Montecchio di Peccioli